# 도시 전설의 여자
《도시 전설의 여자》(일본어: 都市伝説の女)는 TV 아사히 계열 금요 나이트 드라마(매주 금요일 23:15~익일 12:15, JST)에서 방송된 일본의 텔레비전 드라마이다. 주연은 나가사와 마사미. Part1은 2012년 4월 13일부터 6월 8일까지 방송되었다. Part2는 2013년 10월 11일부터 11월 22일까지 방송되었다.

## 개요
도시 전설을 굳게 믿고 있는 도시 전설 오타쿠인 미인 여형사·오토나시 츠키코가, 그녀에게 첫눈에 반한 꼼꼼하고 반듯한 감식가·카츠우라 히로토를 데리고, 엉뚱한 추리와 진묘한 수사에서 수많은 어려운 사건을 해결해 나가는 1화 완결 형식의 코미디·미스터리.
캐치프레이즈는 〈나, 도시 전설을 증명하기 위해 “형사”가 되었습니다.〉

## 등장 인물

### 주요 인물
오토나시 츠키코 <25→26> - 나가사와 마사미
경시청 수사1과, 탄나이반의 상당한 미모의 신입 여자 형사.
〈저, 도시 전설을 증명하기 위해 형사가 되었습니다〉라고 공언하는 도시 전설 오타쿠이다. 어떠한 사건에도 도시 전설과 연관시켜 생각하며 합법적인 수사의 대부분이 잘못되었다고 생각한다.
언젠가는 자신이 수사한 사건에 도시 전설이 얽혀 정식으로 발표하는 것을 꿈꾸고 있다.
카츠우라 히로토 <24→25> - 미조바타 준페이
경시청 감식과의 감식과원.
최근까지 관할감식이였지만 본청으로 옮겨왔다. 현장에서 만난 츠키코에게 첫눈에 반하게 되고, 츠키코에게 잘 보이려하고 츠키코를 위해서라면 터무니없는 수사에도 솔선수범수하며 행동을 같이한다.

### 경시청 관계자
탄나이 이치오 <52→53> - 타케나카 나오토
경시청 수사1과, 탄나이반 우두머리이자 츠키코의 상사이다.
수년동안 형사의 감으로 수많은 어려운 사건을 해결해왔지만 이 형사의 감이 최근에는 빗나가기 시작한다.
시바야마 토시야 <33→34> - 히라야마 히로유키
경시청 수사1과, 탄나이반 형사이다.
이전에 명형사라 불린 탄나이에게 심취. 후배인 츠키코의 수사방식에 당황하면서도 항상 존경하는 탄나이와 함께하는 것에 즐거워한다.
고하라 유이치 <40→41> - 타쿠마 타카유키
경시청 수사1과. 노부오반 우두머리.
현재 수사1과에서 가장 잘나가는 에이스 형사이다. 항상 주요 사건을 맡아 일손이 부족하면 탄나이반의 도움을 받는다.
타케 시게하루 <57→58> - 이부 마사토
경시청 부총감.
Part1
이와타 요코 <36> - 안도 타마에
경시청 수사1과. 탄나이반 형사. 츠키코를 뒤에서 도와준다.
안도 미츠루 <28> - 라치 신지
경시청 수사1과. 탄나이반 형사. 츠키코의 영향으로 자신도 모르는 사이에 도시전설에 흥미를 가지게 된다.
와타나베 마사야스 <29> - 스가와라 타쿠마
경시청 수사1과.
호소에 마유 <26> / 이타쿠라 유키미 <26> - 코바야시 유미 / 시노하라 마이
경시청 교통과.
아키야마 신지 <39> - 츠지 오사무
경시청 감식과. 카츠우라의 상사.
Part2
타카다 준코 <40> - 오오쿠보 카요코
경시청 감식과.
하마나카 아야토 <23> - 타카츠키 사라
UIU에 배속된 신인 형사.
타무라 유키 / 마키하라 리나 - 코이즈미 마야 / 와다 에리카
경시청 교통과.

### 그 외
오토나시 미야코 <19→20> - 아키즈키 나루미
츠키코의 여동생으로 대학생이다. 츠키코와 단둘이 생활하고 있다. 언니와는 달리 도시전설에 회의적이다.
오구리 류타로 <75> - 우츠이 켄 (특별 출연/Part1)
츠키코 앞에 나타나는 정체를 알 수 없는 수수께끼의 인물.
카가 하루키 - 오다기리 조 (목소리 특별 출연/Part1 최종화·Part2 최종화)
츠키코의 옛 애인으로 도시전설에 대해 모르는 것이 없다. 현재는 어디에 있는지 알 수 없다. 가끔 츠키코에게 메일을 보낸다.

## 제작진
- 각본 - 고토 노리코, 쿠라모치 유타카(Part2), 와타나베 유스케(Part2), 오쿠야마 유타(Part2), 후쿠다 유이치(Part2)
- 음악 - 이케 요시히로
- 연출 - 호시노 카즈나리, 츠카모토 렌페이, 아키야마 준, 코마츠 타카시(Part2)
- 프로듀서 - 요코치 이쿠히데, 엔타 코이치, 엔타 코이치(Part1), 아사이 치히로(Part2)
- 제작 - TV 아사히, MMJ

## 주제가
Part1
- 주제가 - 키무라 카에라 〈マミレル 마미레루[*]〉 (일본 컬럼비아)
- 오프닝 테마 - m-flo 〈Don't Stop Me Now〉 (rhythm zone)

Part2
- 주제가 - Perfume 〈Sweet Refrain〉 (유니버설 J)
- 오프닝 테마 - LUNA SEA 〈乱 난[*]〉 (유니버설 J)

## 방송 일자

### Part1 (2012년)
| 각 화                                     | 방송일          | 부제                                             | 연출            | 시청률 |
| ----------------------------------------- | --------------- | ------------------------------------------------ | --------------- | ------ |
| 제1화                                     | 2012년 4월 13일 | 추락사…마사카도 고개 무덤의 재앙!?               | 호시노 카즈나리 | 10.3%  |
| 제2화                                     | 2012년 4월 20일 | 여성 자산가 살인! 400년 저주받은 다이아몬드      | 츠카모토 렌페이 | 9.2%   |
| 제3화                                     | 2012년 4월 27일 | 사라진 신부…같은 얼굴의 사람들을 만나면 죽는다!? | 호시노 카즈나리 | 10%    |
| 제4화                                     | 2012년 5월 4일  | 타카오산의 전설!! 금단의 사랑에 죽은 교사        | 아키야마 준     | 9.7%   |
| 제5화                                     | 2012년 5월 11일 | 국회의 전설…미니 스커트 의원은 살인범!?          | 츠카모토 렌페이 | 8.6%   |
| 제6화                                     | 2012년 5월 18일 | 도쿄 타워&스카이 트리의 전설! 방송국 살인        | 호시노 카즈노리 | 9.5%   |
| 제7화                                     | 2012년 5월 25일 | 다다미방 어린이는 봤다!? 이혼 부부의 밀실 살인   | 야키야마 준     | 8.2%   |
| 제8화                                     | 2012년 6월 1일  | 보름달이 뜬 밤에는 사건이!! 점쟁이 연쇄 살인     | 츠카모토 렌페이 | 10.5%  |
| 최종화                                    | 2012년 6월 8일  | 안녕 츠키코…토쿠가와 매장 금 살인!!              | 야키야마 준     | 11.6%  |
| 평균 시청률 9.7%                          |                 |                                                  |                 |        |
| (시청률은 간토 지구·비디오 리서치사 조사) |                 |                                                  |                 |        |

### Part2 (2013년)
| 각 화                                     | 방송일           | 부제                                            | 각본            | 연출            | 시청률 |
| ----------------------------------------- | ---------------- | ----------------------------------------------- | --------------- | --------------- | ------ |
| 제1화                                     | 2013년 10월 11일 | 후지산의 도시 전설이 죽음을 부른다!?            | 고토 노리코     | 츠카모토 렌페이 | 8.4%   |
| 제2화                                     | 2013년 10월 18일 | UFO 살인 사건 우주인에게 유괴당한 부부!?        | 고토 노리코     | 아키야마 준     | 7.7%   |
| 제3화                                     | 2013년 10월 25일 | 13일의 금요일! 캠프장의 연속 살인!?             | 후쿠다 유이치   | 츠카모토 렌페이 | 7.4%   |
| 제4화                                     | 2013년 11월 1일  | 삼억 엔 사건의 전설 의외의 진범인               | 쿠라모치 유타카 | 호시노 카즈노리 | 7.5%   |
| 제5화                                     | 2013년 11월 8일  | 화장실의 하나코 상의 주술!? 아이돌 학원 살인    | 오쿠야마 유타   | 아키야마 준     | 6.9%   |
| 제6화                                     | 2013년 11월 15일 | 안도로이드가 살인범!? 로봇을 사랑한 남자의 비밀 | 와타나베 유스케 | 코마츠 타카시   | 7.4%   |
| 최종화                                    | 2013년 11월 22일 | 흡혈귀의 전설 미인 여배우는 두 번 죽다          | 후쿠다 유이치   | 츠카모토 렌페이 | 7.3%   |
| 평균 시청률 7.5%                          |                  |                                                 |                 |                 |        |
| (시청률은 간토 지구·비디오 리서치사 조사) |                  |                                                 |                 |                 |        |